# Cernotina artiguensis
Cernotina artiguensis är en nattsländeart som beskrevs av Angrisano 1994. Cernotina artiguensis ingår i släktet Cernotina och familjen fångstnätnattsländor. Inga underarter finns listade i Catalogue of Life.